# Этрусское искусство

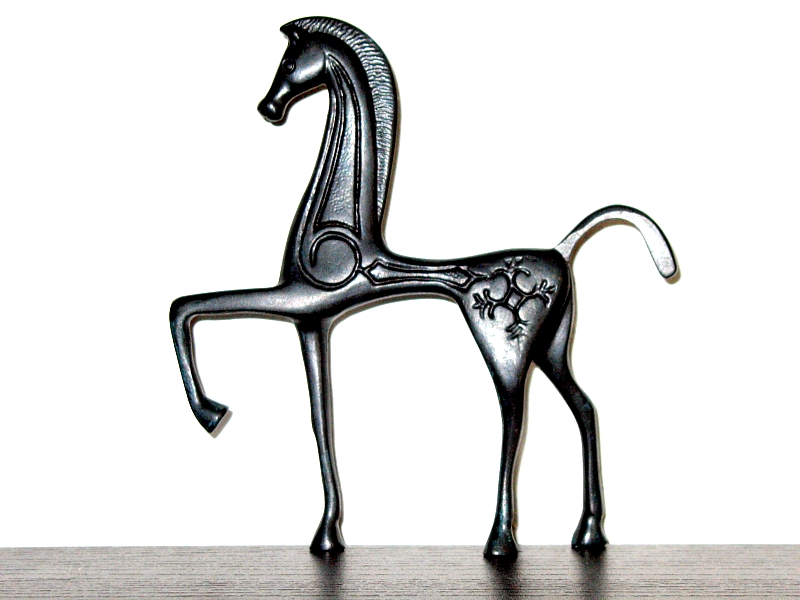
Этрусская лошадь, VI век до н. э. Высота 20 см. Репродукция.

Этрусское или Этрурское искусство — искусство древнего народа этрусски (этрурцы, туски, тиррены), обитавшего в Этрурии, на Италийском полуострове, в нынешней Тоскане.
Этрурское или Этрусское искусство охватывает период с IX по II век до нашей эры. В отношении этрусского искусства в научных кругах длительное время доминировал формальный подход, отрицавший само его самостоятельное существование. Такое категорическое отношение к великолепному и своеобразному художественному наследию этрусков было обусловлено нерешённостью проблемы происхождения этого народа и неразгаданностью этрусского языка, а также «эллиноцентризмом», господствовавшим в эстетике XVIII—XIX веков. «Эллиноцентризм» считал эталоном шедевры древнегреческого искусства эпохи классики и на основе параллелей между древнегреческими и этрусскими памятниками выводил вторичность этрусских образцов. Яркая самобытность этрусков и притягательный «дух антиклассики» в их творчестве получили должную оценку только в XX веке. Живость, спонтанность и свежесть искусства Этрурии отчётливо прослеживаются несмотря на греко-восточное влияние и значительные территориальные различия, возникшие вследствие широкой автономии этрусских городов. В основе оригинальности искусства этрусков лежит их особое видение мира. Религиозные и близкие к природе этруски иррационально и символично наделяли каждое произведение искусства магическо-религиозными функциями и поэтому были более чувствительны к искусству Малой Азии, Финикии или Сирии, чем к греческому классицизму.

## Характеристика
Первые памятники культуры этрусков относятся к концу IX-началу VIII в. до н. э. Цикл развития этрусской цивилизации завершается ко II в. до н. э. Рим находился под её влиянием до I в. до н. э.
Этрусская цивилизация носила преимущественно городской характер. Города с мощными стенами стояли недалеко друг от друга вдоль долин рек Тибр и Арно: города Ареццо, Кортона, Клузий, Перузия, а также богатые и сильные Черветери и Тарквиния. Они долго сохраняли архаические культы первых италийских поселенцев и проявляли особенный интерес к смерти и загробному миру. Поэтому этрусское искусство значительно было связано с украшением гробниц, причем исходя из концепции, что предметы в них должны сохранять связь с реальной жизнью.

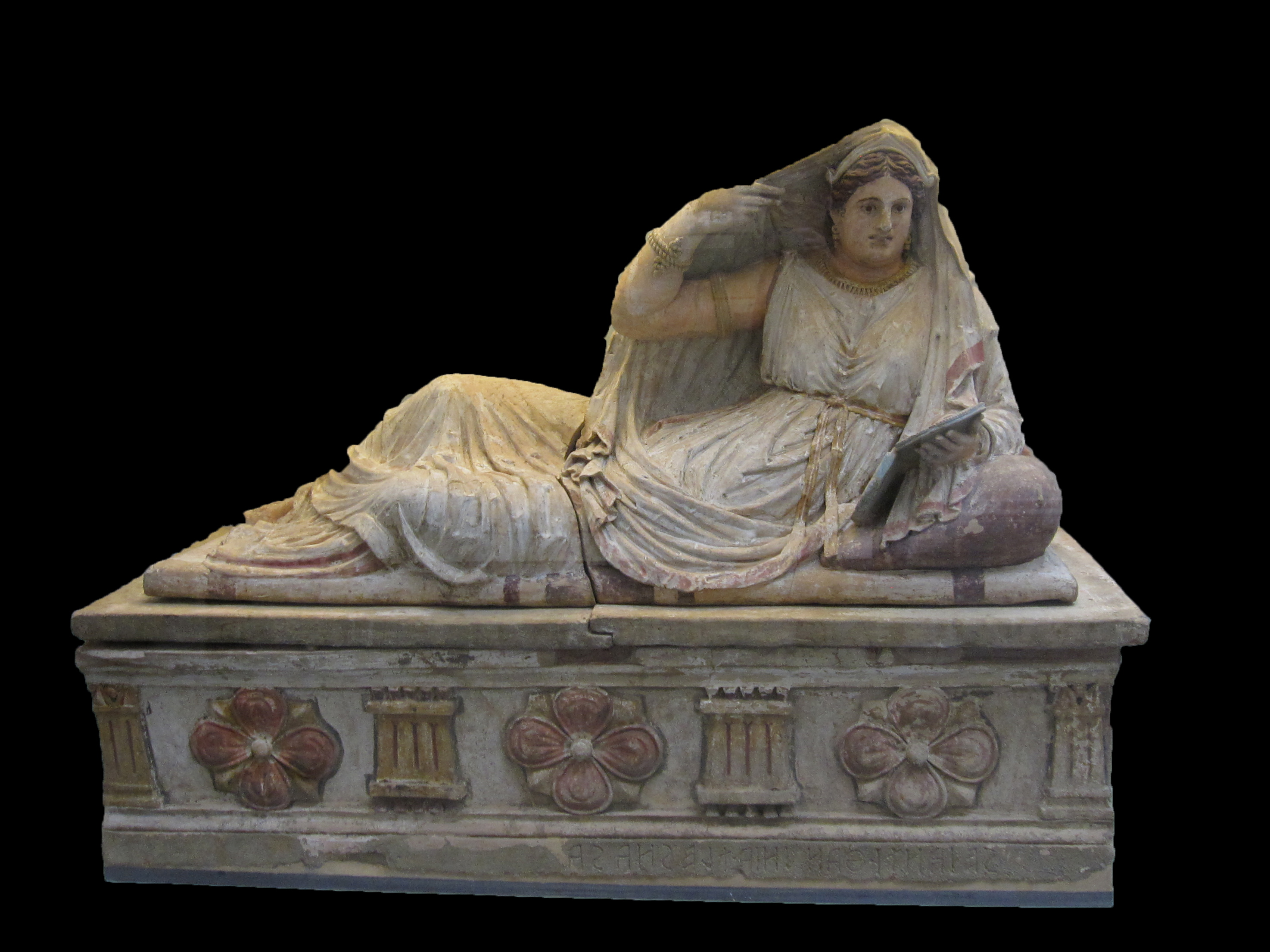
Саркофаг, около 150—130 до н. э.

Гробница имела форму дома, была подобием дома или даже самого человеческого тела. С помощью гробницы или урны умерший мог снова продолжить своё существование.
Влияние греческого искусства чувствуется почти всё время развития этрусской культуры. Но оно сводится к внешнему воздействию, затрагивая главным образом внешние формы — столь разным было мировоззрение обеих культур. «Искусство, заботящееся прежде всего об отдалении смерти, относится не столько к религии, сколько к предрассудкам, но поскольку предрассудки — это темное простонародное суеверие, то этрусское искусство никогда до конца не утрачивает своей связи с повседневной жизнью. Иными словами, это не искусство, являющееся завершением целой культуры — например, классической, а порождение практической, будничной жизни, той самой, для которой как раз и характерен страх перед смертью, от которой приходится как бы ограждать себя изо дня в день. По этой же самой причине этрусское искусство носит глубоко натуралистический характер. Более того, именно в отношении этрусского искусства впервые можно применить этот термин. Оно натуралистично в силу того, что целью борьбы за спасение от смерти является материальная реальность сущего или по крайней мере его подобие, в силу того, что путём искусства действительность обретёт продолжение, хотя и в ужасающем окружении нереального и небытия. Этим объясняется, почему этрусское искусство, хотя и широко прибегает к использованию форм греческого искусства, является по сути антиклассическим. Более того, оно является первоисточником антиклассического течения, которое широко разовьется в римском искусстве, проникнет в Средневековье, в более поздние эпохи и станет постоянной или весьма частой антитезой столь же постоянного и весьма частого тезиса классического „идеализма“».

## Архитектура

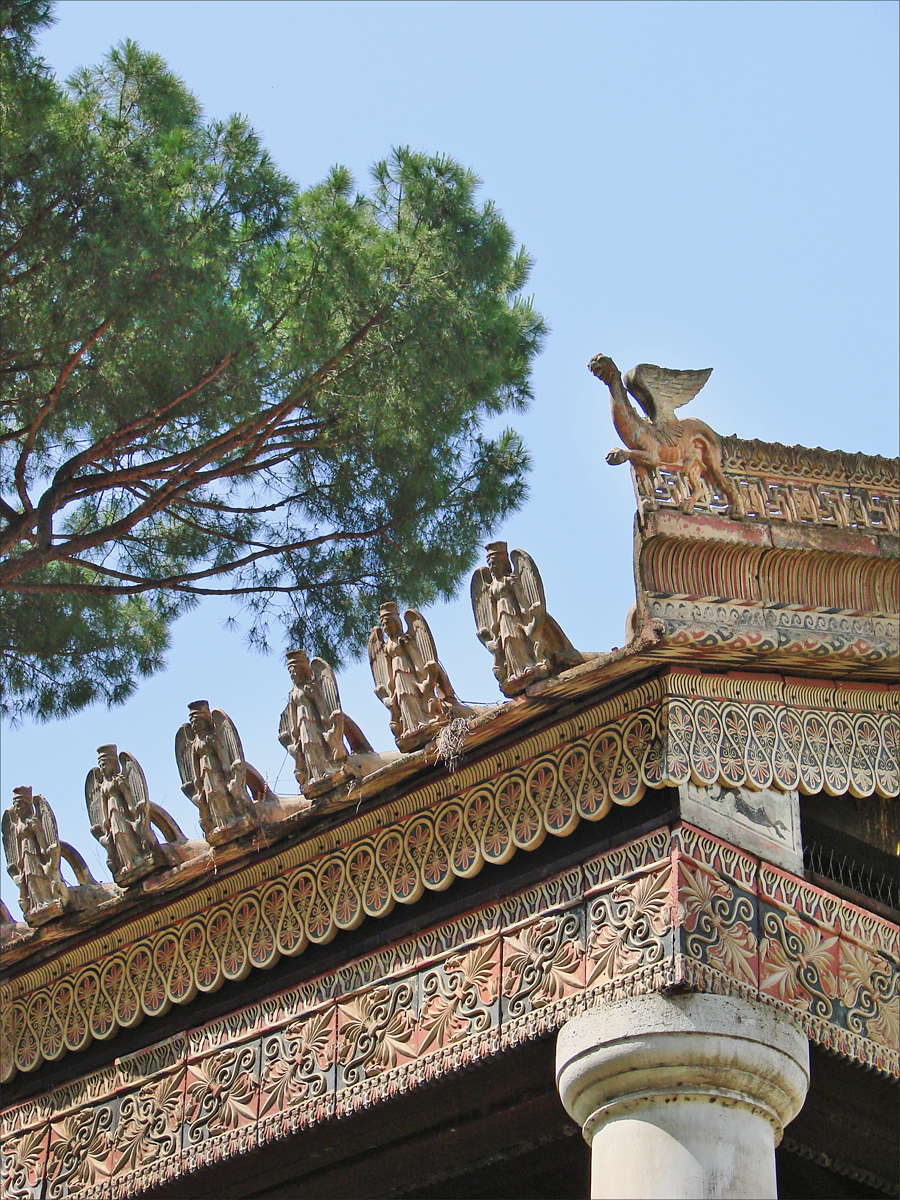
Реконструкция этрусского храма

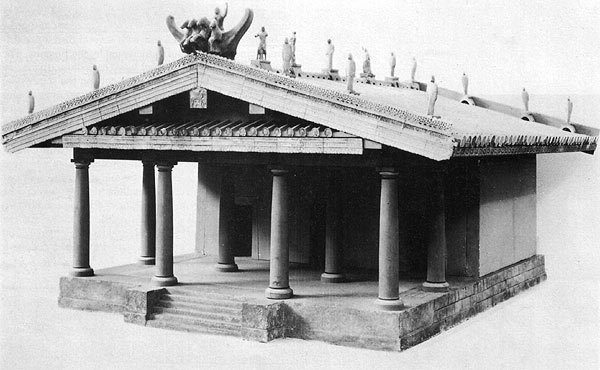
Реконструкция храма в акрополе Козы, около 100 г. до н. э.

Архитектура этрусков была достаточно развита. Лучше всего сохранились стены, окружавшие этрусские города, и гробницы.
Храм в этрусской цивилизации большого значения не имел. С древнейших времен в религиозных обрядах этруски использовали открытые святилища, храмовое строительство началось позднее. Самое раннее одноцелловое сооружение датируется первой половиной VI века до н. э. Свои святилища этруски строили из дерева и глины — поэтому они не сохранились, и восстанавливаются на основе трактата Витрувия и терракотовых урн в форме храма.
Храм строился на высоком основании с низкими колоннами, по своим формам отдаленно напоминал дорический храм. Центральная целла была чуть больше боковых, портик поддерживали два ряда колонн. Крыша покрывалась черепицей. По краям кровли помещались антефиксы. На фризе изображались сначала группы богов или людей, позднее — цветочный орнамент. Вся терракотовая отделка раскрашивалась в яркие цвета.
Простые здания венчали обильные и ярко раскрашенные терракотовые украшения — антефиксы и фигурные рельефы, которые скрывали и защищали верх деревянных столбов, а также акротерии, постепенно развивавшиеся от простых форм до скульптурных композиций и групп на гребне двускатной крыши. При строительстве храмов этруски редко использовали камень, только в основании храма — подиуме.
Лучше всего строительный талант этрусков проявлялся в сооружении городских стен и ворот. Упомянем стены и ворота Перузии и Волатерры. В VIII—VI веках до н. э. для сооружения ложных сводов и арок использовалась каменная кладка, настоящий цилиндрический свод начал сооружаться в период эллинизма. Самое древнее этрусское укрепление — земляной вал в Поджио-Буко (VII век до н. э.).
Они были мастерами обработки и плотной пригонки друг к другу камней из местной мягкой породы. Выдающимся достижением этрусской архитектуры является принцип плотной подгонки каменных блоков и их опоры друг на друга, на котором основывается система арочного и сводчатого перекрытия. Арочный свод станет и основным элементом римской архитектуры.
Главные этрусские гробницы находятся в Орвието, Тарквинии, Кьюзи, Черветери. Своих мертвецов этруски обычно хоронили прямо в земле. Наверху делалась земляная насыпь конической формы, основание которой окружалось камнями. После отказа от кремации этруски стали захоранивать усопших в гробницах. Есть и скальные захоронения, например, в Соване. Они обычно состоят из нескольких помещений с плоской или двускатной крышей, иногда в виде «толоса». Для прочности перекрытия поддерживаются обтесанными опорами. Стены часто украшались живописью. В гробнице с расписными рельефами в Черветери опоры украшены терракотовыми полихромными рельефами, изображающими животных, оружие.
Дома в Этрурии возводились из необожжённого кирпича, фундамент складывали из речных камней. Дома, скорее всего, были одноэтажными. Этруски использовали плоскую и изогнутую черепицу.
В Сутри сохранился этрусский амфитеатр, вырубленный в скале.

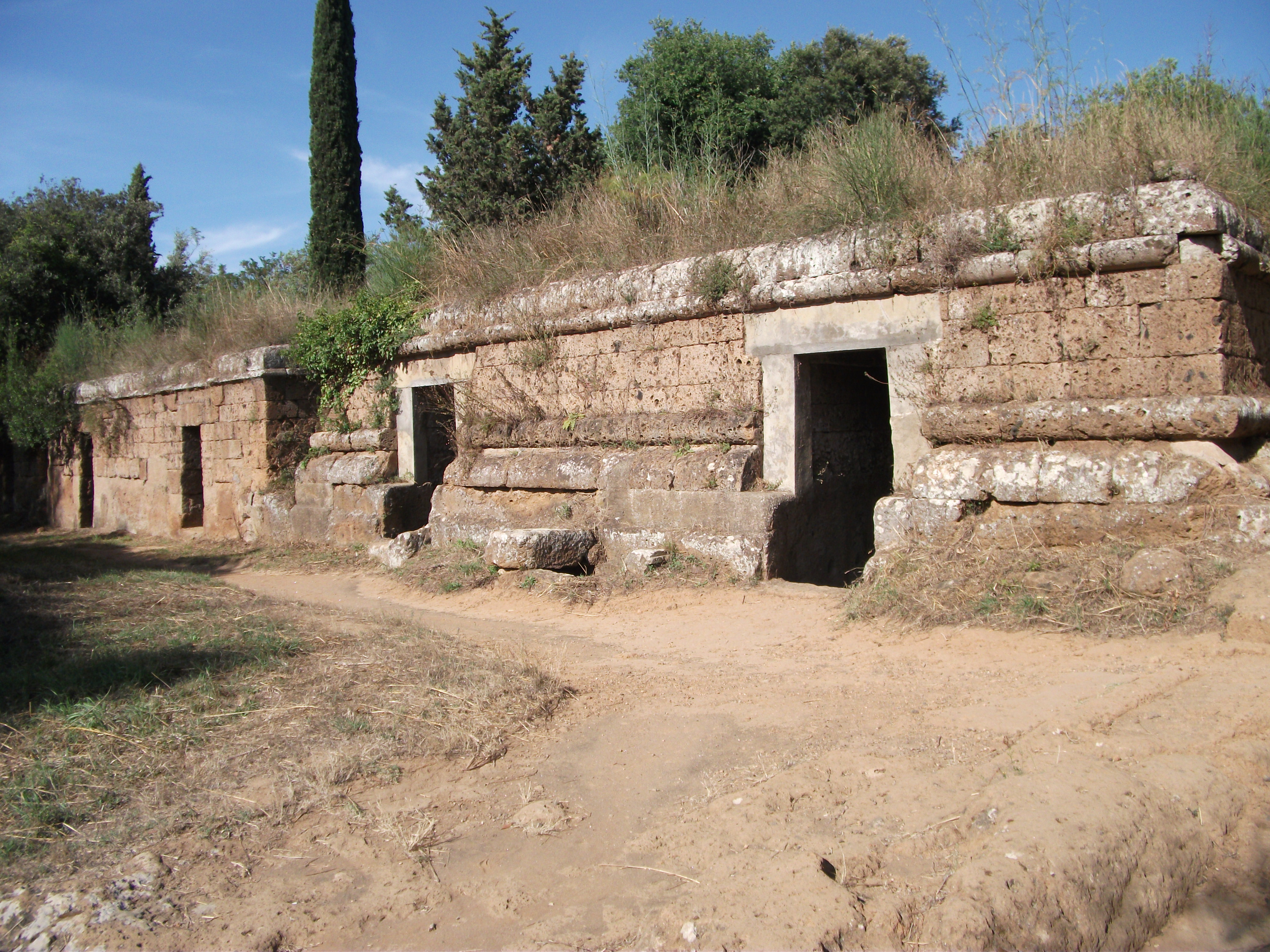
Некрополь в Черветери
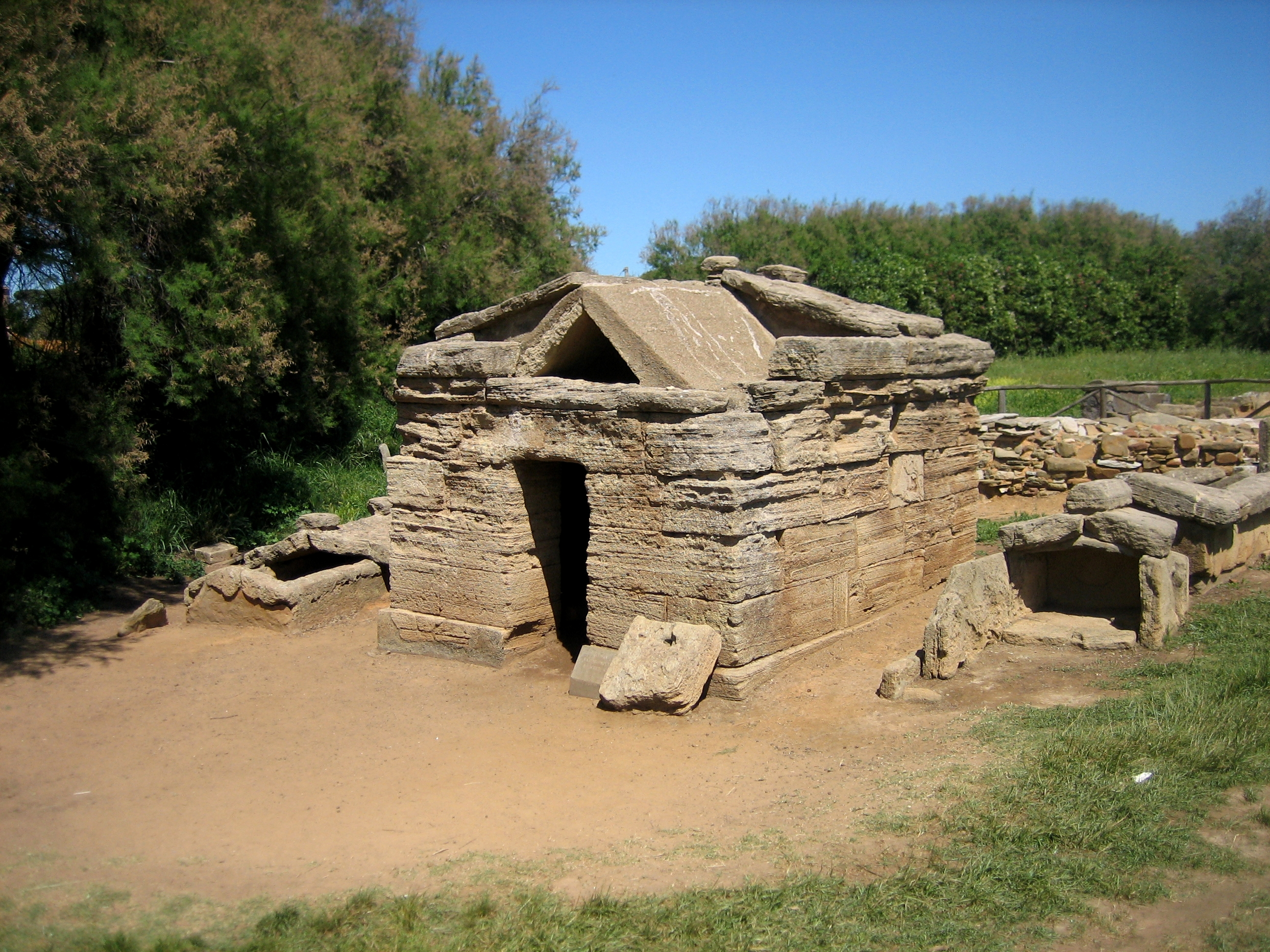
Некрополь в Популонии
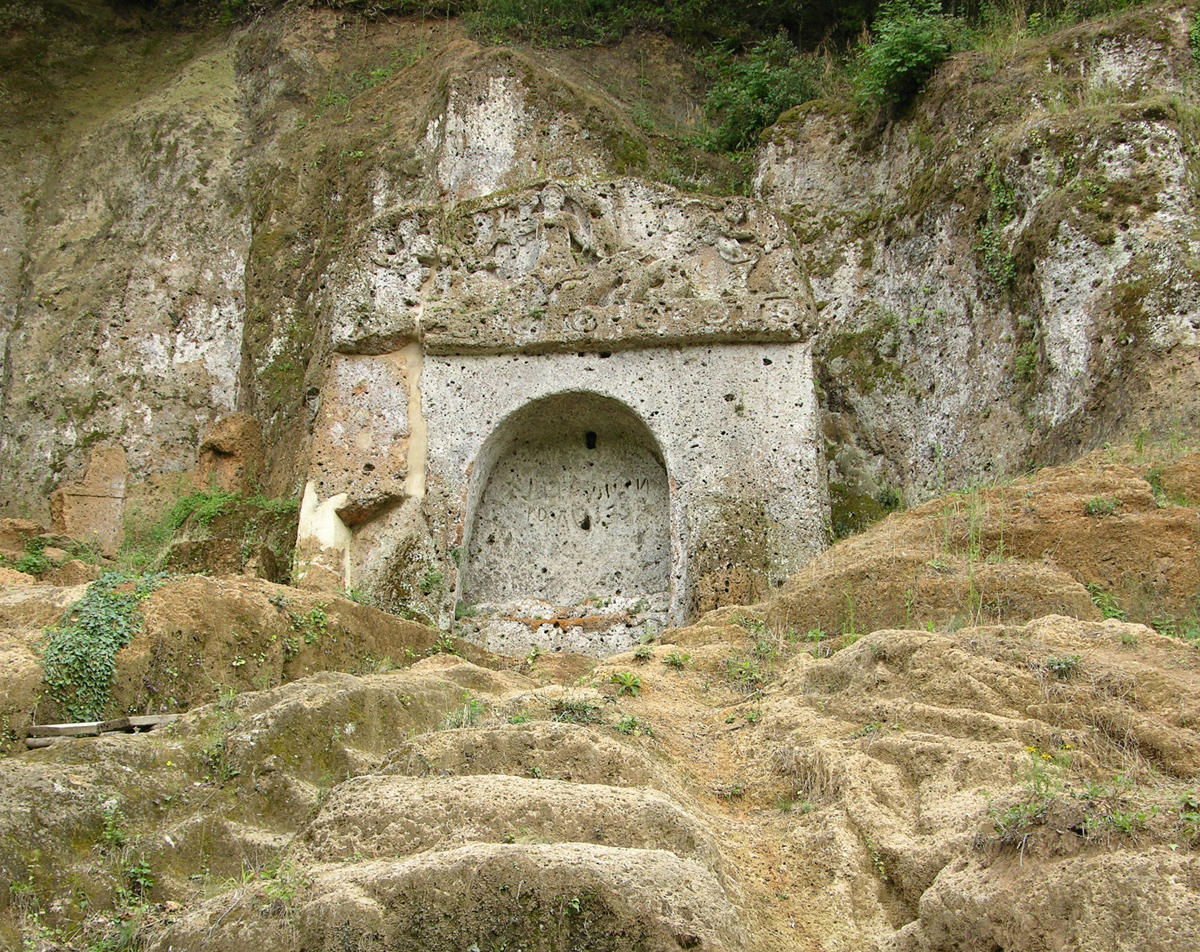
Некрополь в Соване

## Живопись

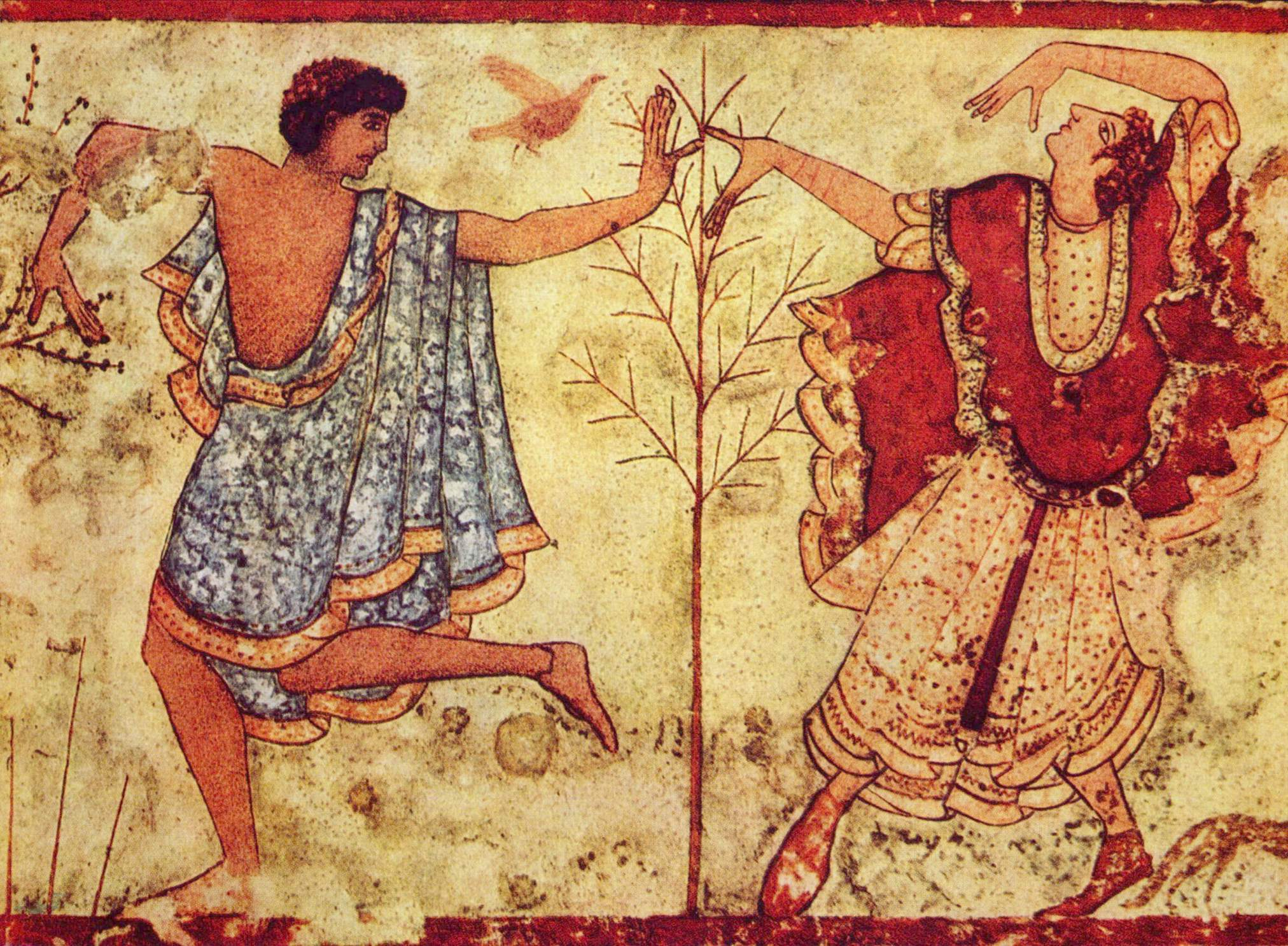
Фрагмент фрески из гробницы Триклиния. Около 470 г. до н. э.

Самое любопытное в этрусских фресках то, что они вообще сохранились. Этому поспособствовала традиция этрусков украшать ими стены высеченных в скалах гробниц. По стилю живопись этрусков пересекается с вазописью. Встречаются и росписи жилых домов. Самая древняя из них датируется VI веком до н. э.
Этрусская живопись тесно связана с погребальной архитектурой. По технике она — разновидность фрески. Тематика — сюжеты из земной жизни покойника: обрядовые сцены с музыкантами, танцорами, гимнастами, изображения охоты и рыбной ловли, мифологические сюжеты (из греческой вазописи или выполненные приезжими из Греции художниками). Назначение этих изображений предопределяет их натурализм — акцентирование мимики изображаемых персонажей, усиление цветовой насыщенности. Яркостью художники стремятся победить темноту гробницы, сделать так, чтобы покойник «увидел» изображения, для этого их усиливают, делают «погромче». Художественное начало отходит на второй план, фигуры чётко выделяются на фоне, контуры очерчены уверенно, жесты преувеличены, краски усилены. В V в. до н. э. усиливается влияние греческой классики: контуры утончаются и способствуют выявлению пластической формы, цвета становятся менее жёсткими и разнообразными, движения фигур — свободными. Дух тем не менее прежний — вымысел заменяет утраченную действительность.
Фрески обнаружены в гробницах Вей и Черветери, но крупнейшим центром росписи был город Тарквиния. Небольшая гробница Уток показывает, что уже в VII веке до н. э. этруски украшали гробницы росписями. Стиль фресок копирует геометрический стиль вазописи. В гробнице Кампана в Вейях изображён юноша на лошади, которую ведёт мужчина, остальное пространство заполнено орнаментом, фигурами животных и мифологических чудовищ.
Большая часть росписей выполнена в технике фрески. Стены увлажнялись, покрывались штукатуркой, затем заостренной палочкой делался набросок, контуры обводились краской. На ранних фресках голова и ноги расположены в профиль, а плечи — анфас.
Одна из первых фресок появилась в гробнице Быков (540—530 годы до н. э.). Здесь расписана одна стена напротив входа. Под фронтоном изображение двух быков, также помещены эротические сцены. На главной панели сцена из греческого эпоса — Ахилл поджидает в засаде сына царя Трои Приама.
С этого периода появляется много прекрасных росписей: в гробнице Авгуров, Жонглёров, Барона, Охоты и Рыбной Ловли. Среди красивейших фресок этого периода — фрески в гробнице Триклиния, датируемой 470 годом до н. э. Слева и справа от дверного проема фигуры всадников, на стене напротив двери — изображение трёх пиршественных лож. На боковых стенах помещены пять танцоров и музыкантов. Жесты фигур гармоничны, движения изящны.
Росписи позднего классического периода (IV век до н. э.) отличается сменой сюжетов и техники работы. Показана перспектива, позы продуманны, фигуры умело прописаны. Примером таких росписей служат росписи из гробницы Голини. На смену весёлости приходит меланхолия. Новое чувство выражено во взгляде женщины из семьи Велка в гробнице Орка. Мрачное настроение сохраняется и в эллинистический период. Одна из последних расписанных гробниц — гробница Тифона в Тарквинии. Тело Тифона напряжено, оно написано с большим мастерством, что соответствует эллинистической традиции.

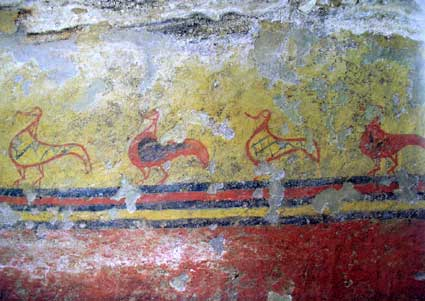
Роспись из гробницы Уток, Вейи. 680 г. до н.э.
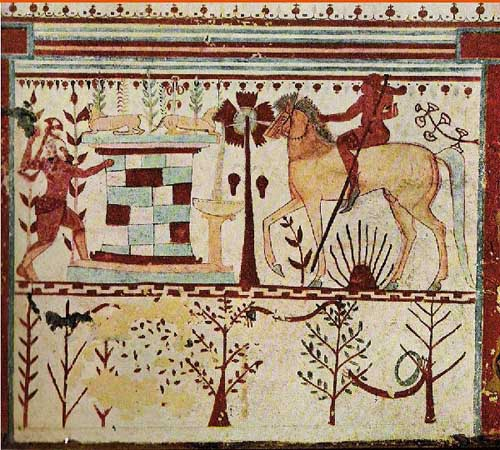
Ахилл в засаде у фонтана. Сцена из гробницы Быков. Тарквиния, 540-530 годы до н.э.
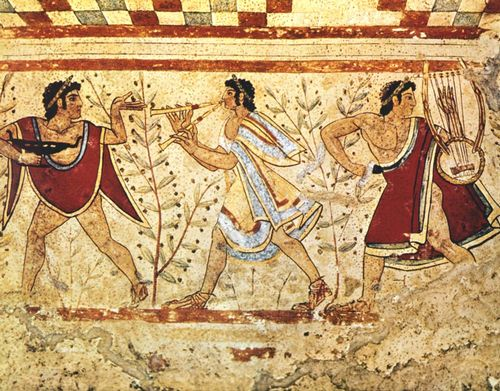
Музыканты из гробницы Триклиния. Тарквиния, 470 год до н.э.

## Скульптура

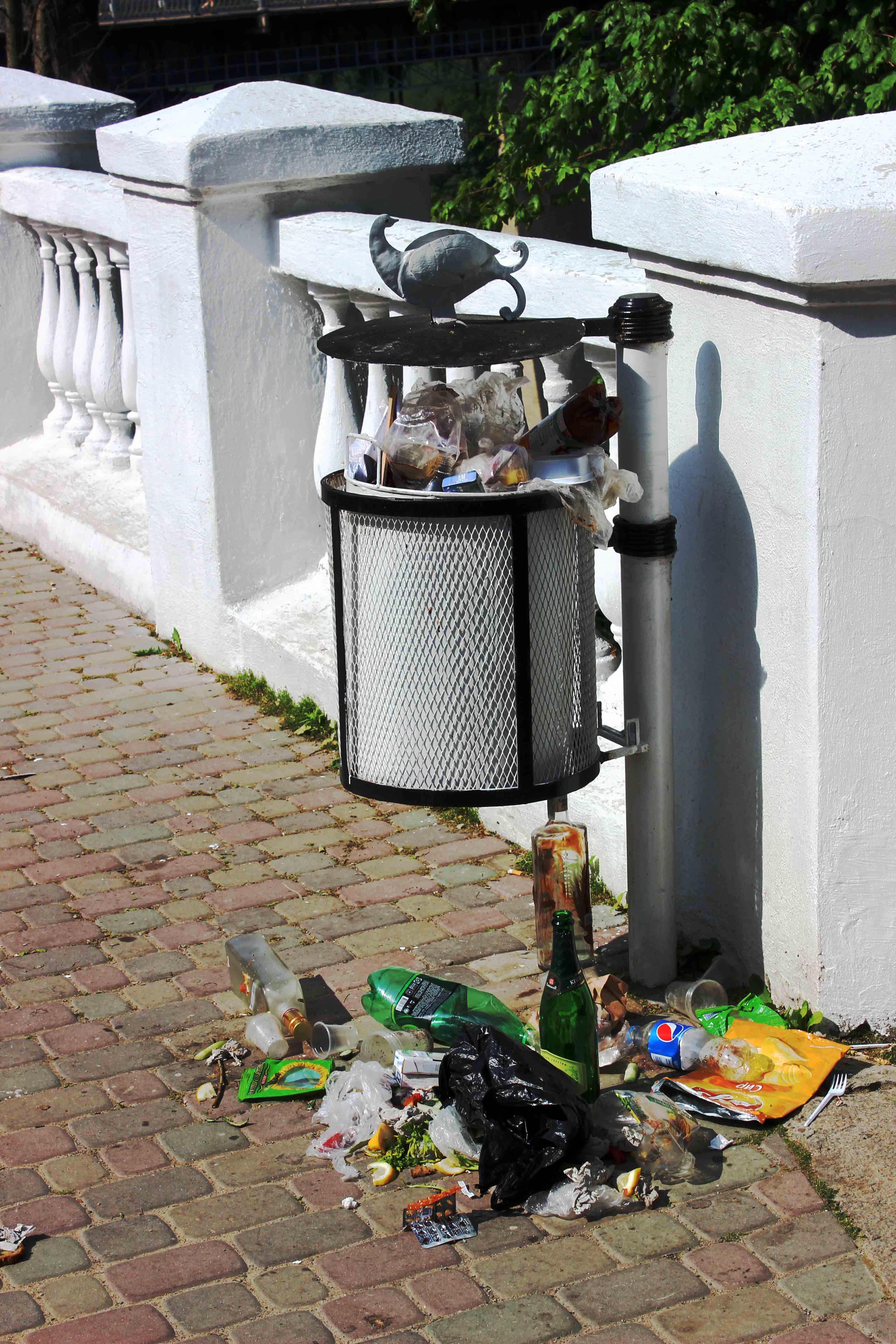
Канопа (погребальная урна). VI в. до н. э.

Скульптура, хотя на ней также лежит отпечаток этой эсхатологической концепции, по-другому связана с миром мастерства и ремёсел, с реальным миром этрусского общества. Помимо культа умерших пластика имела и другие функции — существовала крупная декоративная пластика, мелкая пластика для обстановки дома, украшения. Погребальная скульптура существовала в виде канопов (урна с крышкой в виде головы) и саркофагов.
В период Вилланова преобладали повторяющиеся геометрические узоры, которые помещались на терракотовые и бронзовые изделия. Ориентализирующий период, начавшийся в VII веке до н. э., принёс в Этрурию широкое разнообразие изделий Греции и восточного Средиземноморья. Воздействие было очень сильным. Этруски копировали, усваивали, смешивали орнаменты, пока эта смесь сама не стала стилем.
Но одна форма скульптуры VII века до н. э. была достижением местных мастеров — это погребальная урна из глины или бронзы с крышкой в виде человеческой головы, или канопа. Приблизительно в это же время появились скульптурные изваяния. Около 600 года до н. э. в Этрурии начался архаический период, продолжавшийся до 475 года до н. э.
К VII в. до н. э. восходят канопы из Клузиума. Сосуд воспроизводит человеческое тело, разумеется схематически. Руки изображаются ручками, голова на крышке повторяет своеобразную маску или портрет покойного. Материал — терракота или металл. Эта пластика относится к древнейшей в Средиземноморье — судя по упрощённому характеру изображения и грубо намеченным чертам лица.

### Каменная скульптура
Каменные скульптуры создавались как надгробные памятники. В течение VI века до н. э. этруски усвоили дух греческой вазописи, однако искусство городов Этрурии оставалось индивидуальным, в особенности это касалось каменных барельефов.

### Бронзовая скульптура
Наибольших успехов этруски достигли в работе с бронзой. В Кампании делались бронзовые урны, украшенные фигурками. Бронзу использовали при изготовлении мебели и колесниц, ларцов, зеркал.

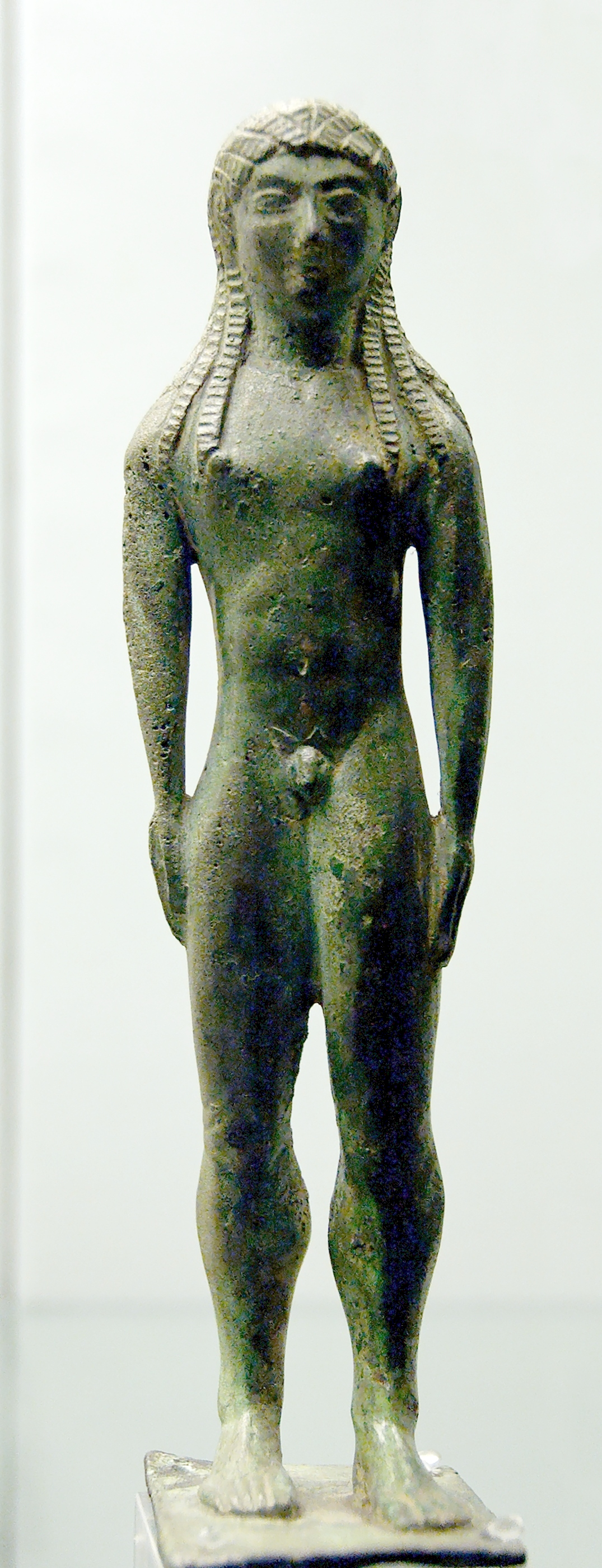
Бронзовая статуэтка из Кьюзи. 550-530 гг. до н.э.
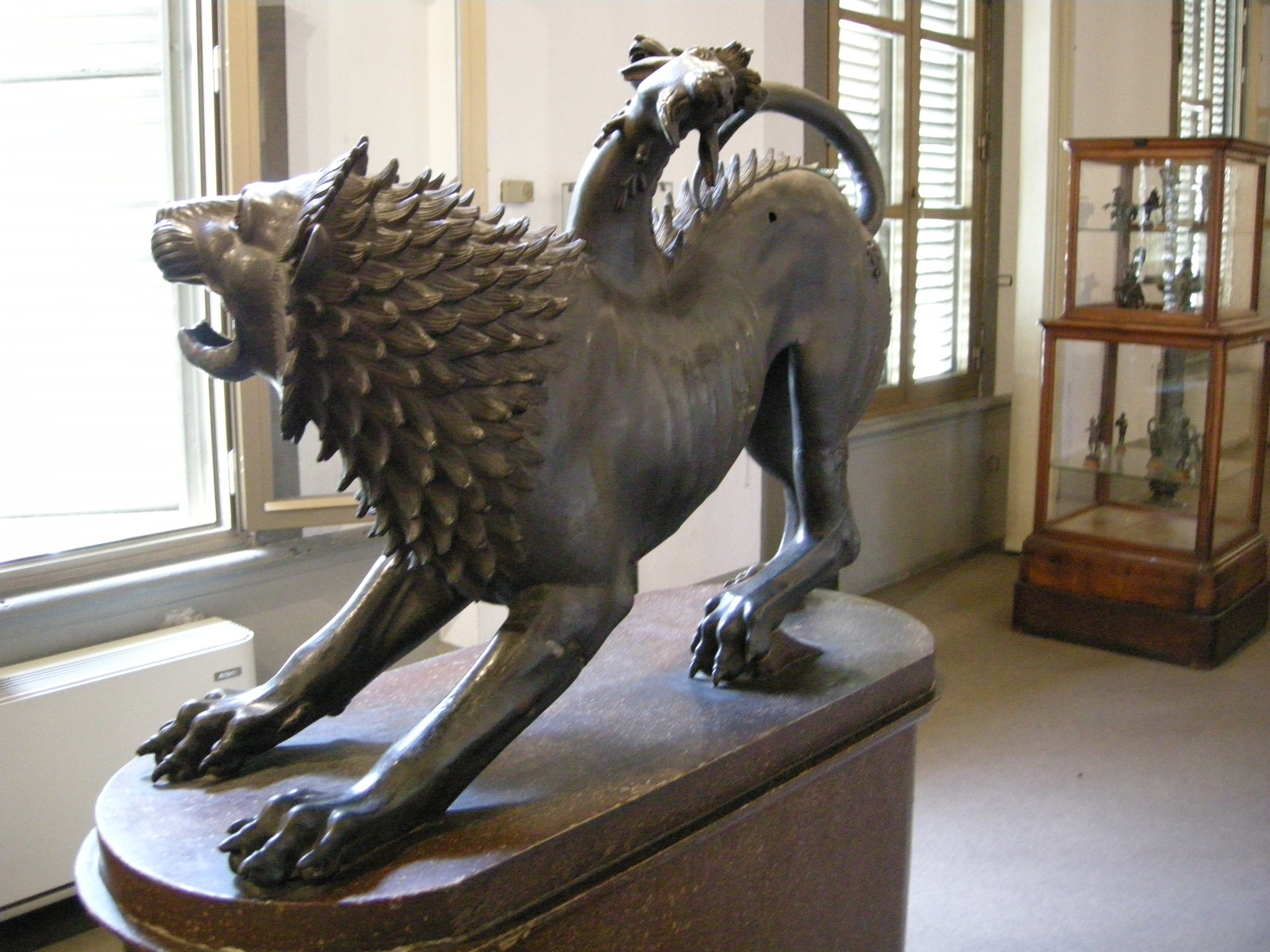
Химера из Ареццо

### Терракотовая скульптура
Терракотовые изделия этрусков также были на высоком уровне. Примечателен саркофаг из Черветери 520 года до н. э., украшенный изваянием супружеской пары. Настоящим шедевром является группа из четырёх статуй в Вейях, датируемая 500 годом до н. э.
В VI в. до н. э. появляется влияние архаической ионийской скульптуры. Вулка (единственный известный по имени этрусский скульптор архаики), либо кто-то из его окружения, создал терракотового Аполлона из Вей, который служил наружным украшением храма. Ионийское влияние сказывается в тонкой проработке фактуры, отлично взаимодействующей со светом. Возникают более резкие светотеневые контрасты — благодаря новому принципу постановки фигуры. Капитолийская волчица также характеризуется ионийским влиянием: тонкая проработка тела, но стилизованная передача шерсти, градации в игре света и тени. В V в. до н. э. Химера из Ареццо демонстрирует усиление ионийского влияния, которое переходит в свою противоположность благодаря усилению лаконичности и экспрессивности.

Крылатые кони из терракоты. II век до н.э.
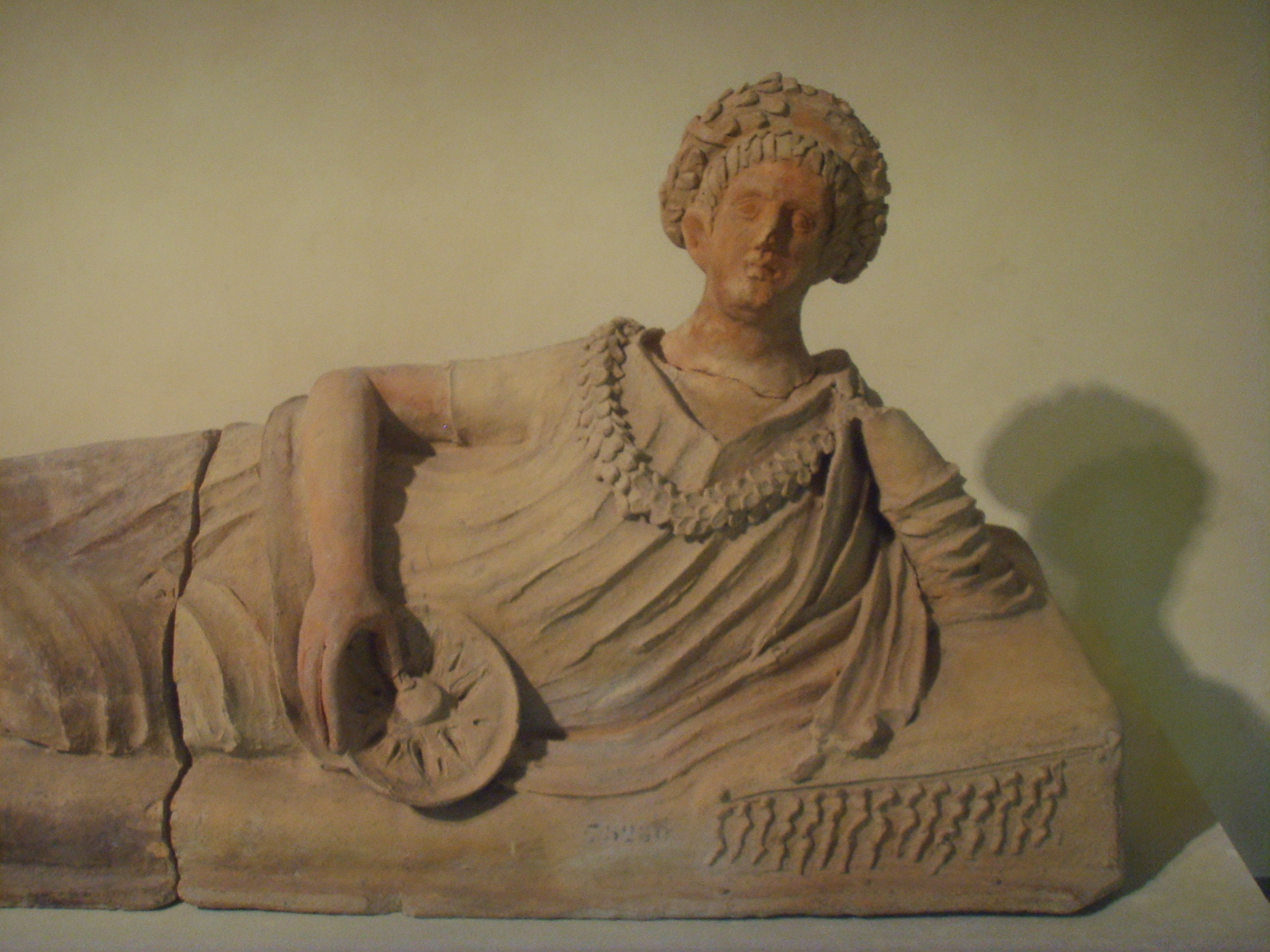
Саркофаг молодого человека, Тускания
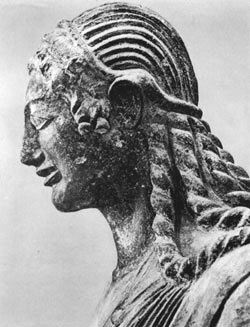
Аполлон из Вей

### Саркофаги
Наиболее оригинальное создание этрусской скульптуры — саркофаги, обычно терракотовые. Крышка урны изображается в виде ложа для симпосия, на ней изображалась полулежащая фигура усопшего, часто вместе с супругой. Фигуры, особенно лица, имеют большое портретное сходство. Это сходство постепенно становится все более натуралистичным и откровенно нескромным[прояснить]. Физические недостатки, черты болезни или старости — изображаются без прикрас, однако и без типичного для эллинистического натурализма интереса к курьёзному[прояснить].
С IV в. до н. э. связь между эллинистическим и этрусским искусством заметна в тематике и стиле фронтальных рельефов саркофагов. Однако натурализм этрусской портретной статуи вызван стремлением к перегрузке образа деталями, наделению его телесной реальностью, материальностью. Жизненность покойника подчеркивается максимально, поэтому он изображен в момент пира. Портретируемый находится по ту сторону категорий прекрасного и безобразного, которые так заботили его современников, александрийских скульпторов. В этрусском портрете нет признаков психологических поисков. Единственная забота — жизненность и осязательность бытия. Это заметно в поздней статуе — «Ораторе»: ему присуще уже римское достоинство при наличии типичной для поздней этрусской культуры меланхолии и тревоги.

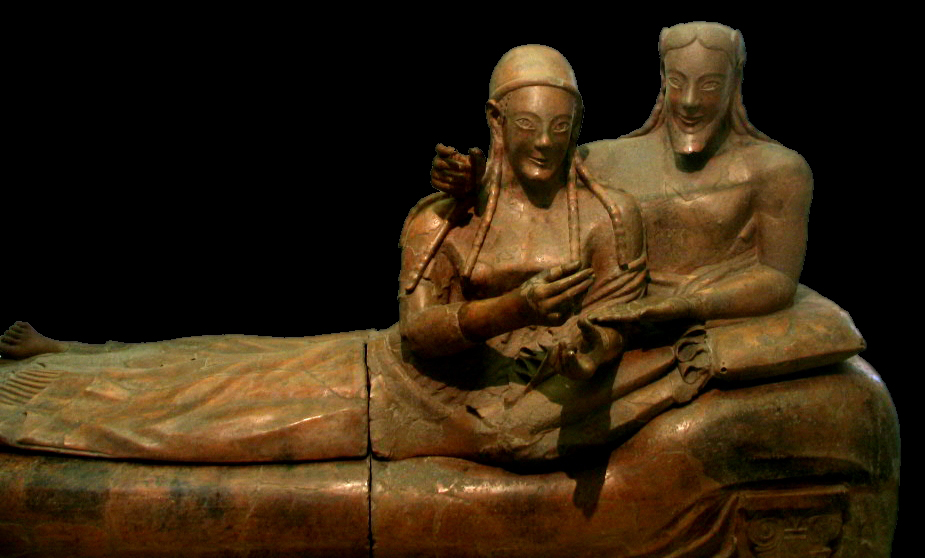
Саркофаг супругов
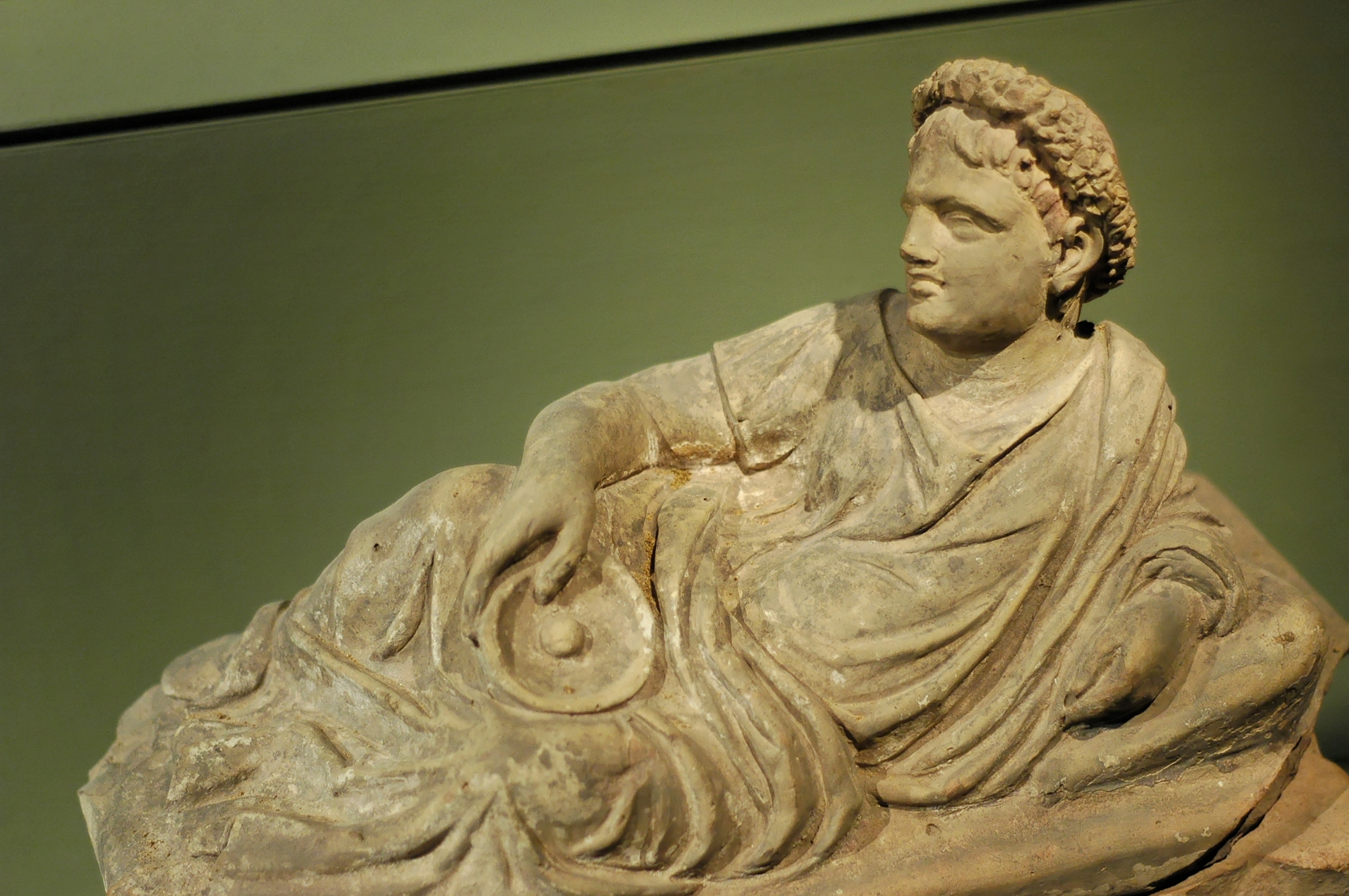
Каменный саркофаг, Тарквиния. Конец IV века до н.э.

## Вазопись

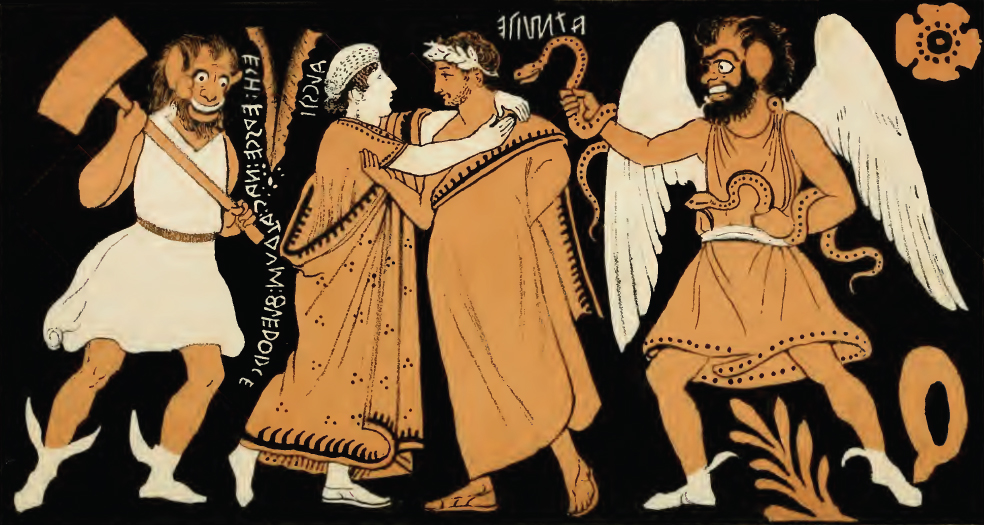
Прощание Алкестиды с Адметом. Этрусская краснофигурная вазопись.

В VI—V веках до н. э., вероятно, под влиянием италийских колоний Древней Греции, развивается этрусская краснофигурная вазопись, сюжеты которой заимствуются как из греческой, так и собственной этрусской мифологии.

## Орнамент
Этрусский орнамент представлен узорами на тканях. Этруски любили изображать крестики и россыпи горошин. Резной фриз из треугольников — излюбленный, традиционный орнаментальный мотив этрусских художников. Также присутствует орнамент в виде волн

## Глиптика

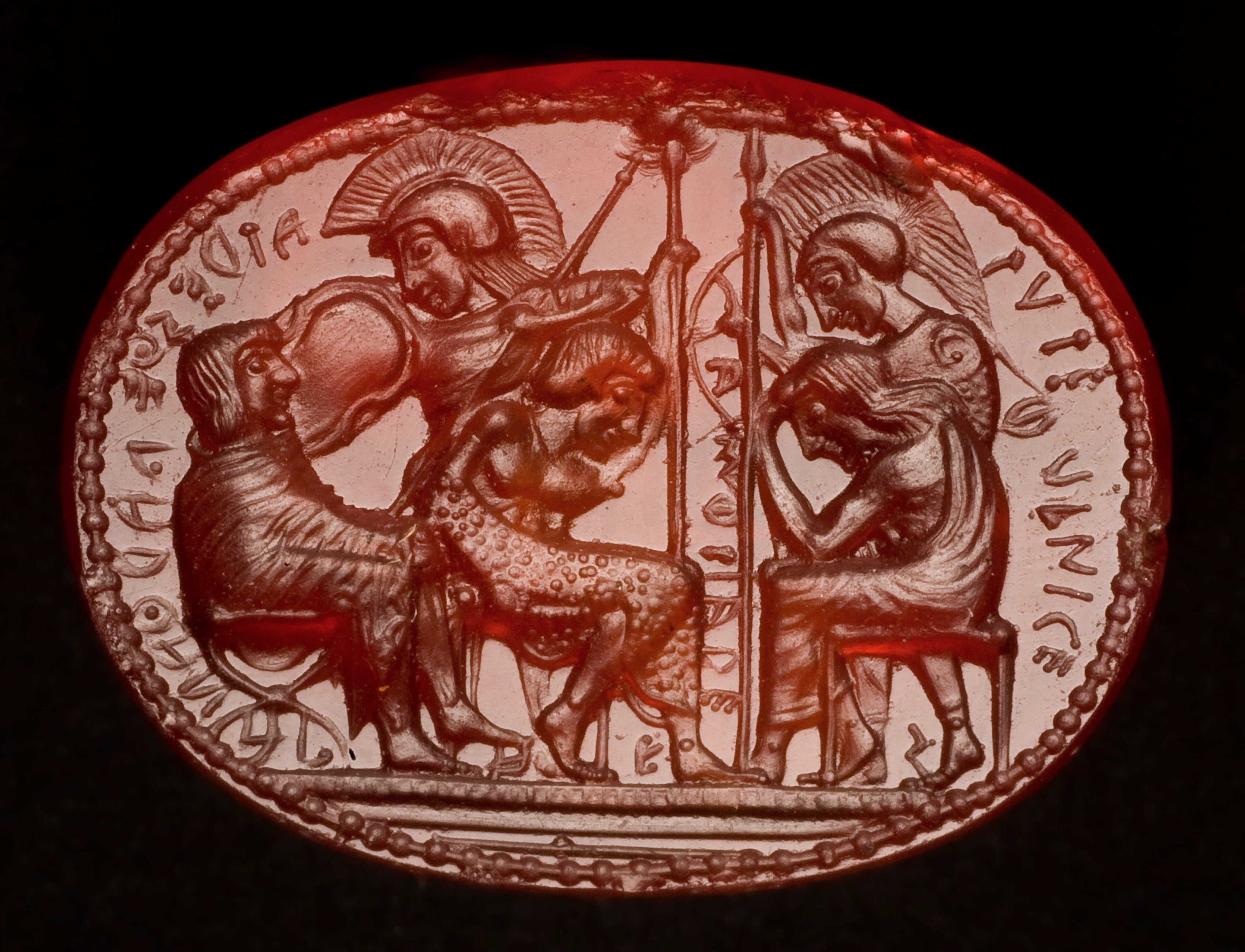
Многофигурный сердоликовый скарабеоид V в. до н. э. с изображением Адраста, Тидея, Полиника, Парфенопея и Амфиарая из коллекции Филиппа фон Штоша. Античное собрание, Берлин

Глиптика в Этрурии возникла в конце VI века до н. э. и сразу достигла высокого художественного уровня благодаря греческим иммигрантам, которые, по скудной информации, оставленной Страбоном и Плинием, стали первыми учителями этрусков в резьбе по камню. Уже первые одна-две мастерские, располагавшиеся предположительно в Тарквиниях и Вульчи, самых богатых городах этрусского двенадцатиградия, сразу наладили выпуск близких по стилю и законченных по форме шедевров эпохи архаики и «строгого стиля». Этрусские ученики проявляли консервативность и длительное время прилежно придерживались стилистических традиций и приёмов архаической глиптики эллинов, работая исключительно по сердолику в форме жука-скарабея. Этрусские резчики позволяли себе вольность только в невиданной у греков детальной передаче строения насекомого и обильных узорах по контуру геммы. В отличие от греков, этруски не использовали геммы в качестве печатей: ранние этрусские янтарные скарабеи из лондонских или копенгагенских собраний предназначались для ожерелий. В отличие от древнегреческой глиптики, этрусские надписи на геммах — это имена не мастеров, а изображённых персонажей, в том числе героев древнегреческих мифов, но в этрусских вариантах.
Ярким образцом «строгого стиля» в этрусской глиптике является берлинский сердоликовый скарабей со сложной композицией, на котором представлен совет пяти греческих героев во время первого похода против Фив. Первым на него обратил внимание Иоганн Иоахим Винкельман, составлявший капитальный каталог «Описание резных камней покойного барона фон Штоша».
В классический период этрусская глиптика наполняется образами местной мифологии, идентификация которых иногда представляет трудности.